# Direct rendering infrastructure

L'infrastructure de rendu direct (DRI) en action.

Schéma représentant la pile graphique Linux et en particulier Mesa 3D et son module Gallium 3D

Direct Rendering Infrastructure versus “indirect rendering” : le X server reste root à cause du pilote 2D.

Seul le Direct Rendering Manager a accès au GPU.

Dans le kernel 3.12, les nœuds de rendu ont été fusionnés et KMS a été éclaté. Wayland implémente le rendu direct par-dessus EGL.

Pour les articles homonymes, voir DRI.
Direct Rendering Infrastructure, (infrastructure pour le rendu direct en anglais), abrégé en DRI , est un procédé de XFree86 4.x / X.Org permettant aux applications Mesa 3D (implémentation libre d'OpenGL) de gagner du temps en accédant directement au processeur graphique sans passer par le serveur X. La plupart des pilotes libres de cartes graphiques implémentent ce procédé via Gallium 3D aujourd'hui.

## Historique
Le projet a été initialement développé par Jens Owen et Kevin E. Martin pour Precision Insight Inc., en coopération avec Red Hat et SGI (Silicon Graphics), qui ont participé au financement. Il a ensuite été maintenu par Tungsten Graphics, une compagnie créée par quelques-uns des développeurs de Precision Insight Inc. après la fusion de celle-ci avec VA Linux.
Un des objectifs principaux de X.org lorsqu'il a été forké de XFree86 était de séparer la gestion du matériel et le code de X11 en passant par une couche d'abstraction. Cette couche d'abstraction est chargée de communiquer avec le noyau de système d'exploitation, qui a le rôle de gérer les pilotes de périphériques. Cela permet d'unifier les appels aux fonctions du matériel et d'en simplifier l'API de façon unifiée et plus directe.
Le module noyau chargé de communiquer avec les processeurs graphiques du système s'appelle en:Direct Rendering Manager (Gestionnaire de rendu direct en anglais, abrégé en DRM). De nombreux processeurs graphiques sont supportées par le noyau Linux et ce nombre grandit, mais certains le sont aussi par les noyaux FreeBSD et NetBSD.
DRI2, dont la conception a débuté au X Developers' Summit de 2007 (XDS2007), succède à DRI dans le but de résoudre un certain nombre de problèmes de ce dernier, comme l'impossibilité de recourir à Xvideo et Composite simultanément. Elle apporte également la possibilité à un compositeur (logiciel permettant des effets de transparence, d'ombrage etc.) de rediriger le rendu OpenGL d’une fenêtre (Redirected Direct Rendering). Cette nouvelle version a été développée par Kristian Høgsberg pour Red Hat et est intégrée à Xserver 1.6.
À la X.Org Developer Conference de 2012 (XDC2012) qui s'est déroulée du 19 au 21 septembre 2012 à Nuremberg, il a été décidé de faire évoluer DRI2 qui ne répond plus aux besoins quatre ans après son lancement,. Comme résultat, DRI3 a été intégré à Mesa 3D (version 10.0) et à Xserver (version 1.15) fin 2013.